# Avers
Avers (rm. Avras; gsw. Òòver, Òòvers) – miejscowość i gmina w Szwajcarii, w kantonie Gryzonia, w regionie Viamala.

## Demografia
W Avers mieszkają 164 osoby. W 2020 roku 6,1% populacji gminy stanowiły osoby urodzone poza Szwajcarią. 

## Współpraca
Miejscowość partnerska:
- Seuzach, Zurych